# Медаево
Медаево — село, центр сельской администрации в Чамзинском районе. Население 664 чел. (2001), в основном русские.
Расположено в пойме р. Штырмы и Медаевки (название-гидроним), в 25 км от районного центра и 8 км от железнодорожной станции Мачкасы. Образовано в 1602 г.; принадлежало отставному полковнику Маршалкину; позднее им владел казанский губернатор Я. Римский-Корсаков. Как «М.» упоминается в актовых документах 1701 г. В «Списке населённых мест Симбирской губернии» (1863) Медаево (Архангельское) — село владельческое из 216 дворов Ардатовского уезда. С 1880-х гг. действовала школа. В 1918 г. была организована ячейка РСДРП(б). В 1928 г. были образованы 2 колхоза — им. Ленина и «Восход», в 1930 г. — объединены, в 1950-е гг. — совхоз, специализировавшийся на садоводстве и рыбоводстве (рыбсовхоз «Штырма»), с 1996 г. — СХПК «Медаевский». В современной инфраструктуре села — средняя школа, библиотека, Дом культуры, врачебная амбулатория, отделение связи, магазины. Медаево — родина участников Великой Отечественной войны В. С. Комарова и В. С. Кощеева. С Медаевым связаны жизнь и деятельность первых коммунистов И. Е. Лисенкова, Д. А. Неучаева, А. В. Полякова, председателя колхоза «двадцатипятитысячника» Смирнова. В Медаевскую сельскую администрацию входят пос. Каменский (8 чел.), д. Люля (55), с. Мачказёрово (151) и Сорлиней (99 чел.; родина поэта, писателя, драматурга Н. С. Клементьева).

## Источник
- Энциклопедия Мордовия, А. И. Сырескин.